# Canton de Saint-Germain-en-Laye-Nord
Le canton de Saint-Germain-en-Laye-Nord est une ancienne division administrative française, située dans le département des Yvelines et la région Île-de-France.

## Composition
Le canton de Saint-Germain-en-Laye-Nord comprenait deux communes jusqu'en mars 2015 :
- Achères : 18 942 habitants,
- Saint-Germain-en-Laye, fraction de commune : 17 973 habitants.

## Représentation
| Période | Période      | Identité                  | Étiquette      | Qualité |
| ------- | ------------ | ------------------------- | -------------- | --- |
| 1967    | 1976 (décès) | Jean-Paul Palewski        | UDR            | Député (1945-1976) Maire de Louveciennes (1944-1947) Premier Président du Conseil Général des Yvelines (1968-1976)  |
| 1976    | 1988         | Jean Chastang (1916-2002) | RI puis UDF-PR | Maire de Saint-Germain-en-Laye (1965-1977) Ancien conseiller général du Canton de Saint-Germain-en-Laye (1964-1967) |
| 1988    | 2001         | Jean Giamello (1925-2009) | DVD puis RPR   | Premier Adjoint au Maire de Saint-Germain-en-Laye (1977-2001)                                                       |
| 2001    | 2015         | Maurice Solignac          | RPR puis UMP   | Ingénieur Adjoint au Maire de Saint-Germain-en-Laye Vice-Président du Conseil Général                               |

## Démographie
| 1968 | 1975 | 1982 | 1990   | 1999   | 2006   | 2011   | 2012   |
| ---- | ---- | ---- | ------ | ------ | ------ | ------ | ------ |
| -    | -    | -    | 33 551 | 36 915 | 39 547 | 38 463 | 37 821 |